# Erling Moe
Erling Moe (Molde, 22 luglio 1970) è un allenatore di calcio norvegese.

## Biografia
Moe è nato e cresciuto nella città di Molde.

## Carriera

### Giocatore
Fino all'età di 26 anni, ha militato nelle file del Træff.

### Allenatore
Dal 1999 al 2002, è stato allenatore del Træff. A partire dal 2007, è entrato a far parte dello staff tecnico del Molde: ha quindi collaborato con gli allenatori Kjell Jonevret, Ole Gunnar Solskjær e Tor Ole Skullerud. Nell'estate 2011, è diventato allenatore del Kristiansund, all'epoca militante nella 2. divisjon: ha lasciato la squadra al termine della stagione, per motivi famigliari. A seguito dell'allontanamento dalla guida tecnica di Skullerud, in data 7 agosto 2015 è stato nominato nuovo allenatore del Molde. Il 21 ottobre 2015, Ole Gunnar Solskjær è diventato il nuovo allenatore del Molde, subentrando a Moe.
Il 29 dicembre 2016, il Molde ha annunciato il ritorno di Mark Dempsey al club, in veste di allenatore, assieme a Moe; il vecchio allenatore Ole Gunnar Solskjær è invece entrato nell'organigramma societario con un ruolo manageriale.

## Statistiche

### Statistiche da allenatore
Statistiche aggiornate al 23 febbraio 2023. In grassetto le competizioni vinte.
| Stagione        | Squadra         | Campionato      | Campionato | Campionato | Campionato | Campionato | Coppe nazionali | Coppe nazionali | Coppe nazionali | Coppe nazionali | Coppe nazionali | Coppe continentali | Coppe continentali | Coppe continentali | Coppe continentali | Coppe continentali | Altre coppe | Altre coppe | Altre coppe | Altre coppe | Altre coppe | Totale | Totale | Totale | Totale | % Vittorie | Piazzamento |
| Stagione        | Squadra         | Comp            | G          | V          | N          | P          | Comp            | G               | V               | N               | P               | Comp               | G                  | V                  | N                  | P                  | Comp        | G           | V           | N           | P           | G      | V      | N      | P      | %          | Piazzamento |
| --------------- | --------------- | --------------- | ---------- | ---------- | ---------- | ---------- | --------------- | --------------- | --------------- | --------------- | --------------- | ------------------ | ------------------ | ------------------ | ------------------ | ------------------ | ----------- | ----------- | ----------- | ----------- | ----------- | ------ | ------ | ------ | ------ | ---------- | ----------- |
| 2011            | Kristiansund BK | 2.d             | 24         | 15         | 3          | 6          | CN              | 1               | 0               | 0               | 1               | -                  | -                  | -                  | -                  | -                  | -           | -           | -           | -           | -           | 25     | 15     | 3      | 7      | 60,00      | 2°          |
| ago.-ott. 2015  | Molde           | E               | 10         | 5          | 3          | 2          | CN              | 1               | 0               | 0               | 1               | UEL                | 4                  | 2                  | 1                  | 1                  | -           | -           | -           | -           | -           | 15     | 7      | 4      | 4      | 46,67      | Interim     |
| 2019            | Molde           | E               | 30         | 21         | 5          | 4          | CN              | 3               | 2               | 0               | 1               | UEL                | 8                  | 3                  | 3                  | 2                  | -           | -           | -           | -           | -           | 41     | 26     | 8      | 7      | 63,41      | 1°          |
| 2020            | Molde           | E               | 30         | 20         | 2          | 8          | -               | -               | -               | -               | -               | UCL+UEL            | 5+10               | 2+5                | 3+2                | 0+3                | -           | -           | -           | -           | -           | 45     | 27     | 7      | 11     | 60,00      | 2°          |
| 2021            | Molde           | E               | 30         | 18         | 6          | 6          | CN              | 7               | 7               | 0               | 0               | UECL               | 4                  | 1                  | 2                  | 1                  | -           | -           | -           | -           | -           | 41     | 26     | 8      | 7      | 63,41      | 2°          |
| 2022            | Molde           | E               | 30         | 25         | 3          | 2          | CN              | 5               | 4               | 1               | 0               | UECL               | 12                 | 6                  | 1                  | 5                  | -           | -           | -           | -           | -           | 47     | 35     | 5      | 7      | 74,47      | 1°          |
| 2023            | Molde           | E               | 30         | 15         | 6          | 9          | CN              | 7               | 7               | 0               | 0               | UCL+UEL+UECL       | 6+6+4              | 2+2+3              | 0+1+0              | 4+3+1              | -           | -           | -           | -           | -           | 53     | 29     | 7      | 17     | 54,72      | 5°          |
| 2024            | Molde           | E               | 27         | 14         | 6          | 7          | CN              | 6               | 6               | 0               | 0               | UEL+UECL           | 6+2                | 2+1                | 0+0                | 4+1                | -           | -           | -           | -           | -           | 41     | 23     | 6      | 12     | 56,10      |             |
| Totale Molde    | Totale Molde    | Totale Molde    | 187        | 118        | 31         | 38         |                 | 29              | 26              | 1               | 2               |                    | 67                 | 29                 | 13                 | 25                 |             | -           | -           | -           | -           | 283    | 173    | 45     | 65     | 61,13      |             |
| Totale carriera | Totale carriera | Totale carriera | 211        | 133        | 34         | 44         |                 | 30              | 26              | 1               | 3               |                    | 67                 | 29                 | 13                 | 25                 |             | -           | -           | -           | -           | 308    | 188    | 48     | 72     | 61,04      |             |

## Palmarès

### Allenatore

#### Competizioni nazionali
- Campionato norvegese: 2

Molde: 2019, 2022
- Coppa di Norvegia: 2

Molde: 2021-2022, 2023